# بروکلین بی‌مادر
بروکلین بی‌مادر (به انگلیسی: Motherless Brooklyn) فیلمی آمریکایی در ژانر نئو-نوآر و جنایی محصول سال ۲۰۱۹ است که توسط ادوارد نورتون نوشته، تهیه و کارگردانی شده‌است. این فیلم بر پایهٔ رمان هم‌نام سال ۱۹۹۹ نوشتهٔ جاناتان لتهم ساخته شده و داستان آن در نیویورکِ سال ۱۹۵۷ می‌گذرد. نورتون در این فیلم نقش یک کارآگاه خصوصی را بازی می‌کند که دچار سندرم توره است و مصمم است قتل مربی خود را حل کند. دیگر بازیگران فیلم عبارت‌اند از: بروس ویلیس، گوگو امبتا-راو، بابی کاناواله، چری جونز، آلک بالدوین، ایتن ساپلی و ویلم دفو.
این فیلم پروژهٔ مورد علاقهٔ نورتون بود و او پس از خواندن رمان لتهم در سال ۱۹۹۹، نزدیک به بیست سال برای ساخت آن تلاش کرد. با آن‌که رمان در دوران معاصر جریان دارد، نورتون احساس کرد که داستان و گفت‌وگوهای آن بیشتر مناسب فضایی نوآر هستند، بنابراین داستان را به دههٔ ۱۹۵۰ منتقل کرد و بخش‌هایی از آن را با الهام از کتاب قدرت‌مدار گسترش داد. بازیگران دیگر فیلم در فوریهٔ ۲۰۱۸ به پروژه پیوستند و تصویربرداری اصلی در همان ماه آغاز شد.
بروکلین بی‌مادر نخستین‌بار در چهل‌وششمین جشنواره فیلم تلوراید در ۳۰ اوت ۲۰۱۹ به نمایش درآمد و سپس در ۱ نوامبر ۲۰۱۹ توسط برادران وارنر در ایالات متحده اکران شد. این فیلم در گیشه عملکرد ضعیفی داشت و با بودجهٔ ۲۶ میلیون دلاری، تنها ۱۸٫۶ میلیون دلار فروش کرد. منتقدان واکنش‌های متفاوتی به فیلم داشتند؛ ایده‌ها و بازی نورتون ستایش شد اما طول فیلم و تفاوت آن با رمان مورد انتقاد قرار گرفت. در هفتادوهفتمین جوایز گلدن گلوب، این فیلم نامزد بهترین موسیقی متن شد.
همچنین بروکلین بی‌مادر آخرین فیلمی است که بروس ویلیس در آن به‌طور گسترده روی پردهٔ سینما ظاهر شد (جز اکران محدود فیلم نیمه‌شب در چمنزار)، چرا که او سپس به بازار فیلم‌های ویدئویی روی آورد و در سال ۲۰۲۲ بازنشسته شد.

## داستان
در نیویورک دههٔ ۱۹۵۰، «لیونل اسراگ» در یک آژانس کارآگاهی با «گیلبرت کونی»، «دنی فنتل» و «تونی ورمونته» همکاری می‌کند. رئیس آن‌ها «فرانک مینا» است که در کودکی آن‌ها را از یتیم‌خانه‌ای بدرفتار نجات داده‌است. فرانک لیونل را «بچه یتیم بروکلین» صدا می‌زند. لیونل مبتلا به سندرم توره و وسواس فکری-عملی است که او را از مردم جدا می‌کند، اما حافظهٔ گفتاری قوی و حافظهٔ تصویری او را به کارآگاهی توانمند بدل کرده‌است.
فرانک در حال پیگیری پرونده‌ای محرمانه از لیونل و گیلبرت می‌خواهد او را در جلسه‌ای سایه‌وار همراهی کنند. لیونل با گوش دادن از طریق تلفن متوجه می‌شود فرانک در حال نشان دادن مدارکی تهدیدآمیز برای معامله‌ای تجاری با فردی به نام «ویلیام لیبرمن» است که دستیارش «لو» و یک محافظ تنومند نیز با او هستند. فرانک سعی می‌کند مبلغ بالایی را پیشنهاد دهد اما آن‌ها او را وادار می‌کنند تا نسخه‌های اصلی اسناد را نشان دهد. لیونل و گیلبرت او را تعقیب می‌کنند اما در محل، فرانک تیر می‌خورد. آن‌ها او را به بیمارستان می‌برند اما فرانک جان می‌بازد.
همسر فرانک، «جولیا»، مدیریت دفتر را به تونی می‌سپارد. لیونل شروع به پوشیدن کلاه و کت فرانک می‌کند و یک جلد کبریت در جیب او او را به کلوپی جاز در هارلم متعلق به سیاه‌پوستان می‌کشاند. لیونل درمی‌یابد یافته‌های فرانک به زنی به نام «لورا رز» مربوط می‌شود که برای «گبی هوروویتز» و علیه پروژه‌های نوسازی شهری کار می‌کند؛ پروژه‌هایی که محله‌های فقیرنشین و اقلیت‌نشین را خریداری و تخریب می‌کنند و ساکنان آن‌ها را بیرون می‌رانند. لیونل به جلسه‌ای عمومی می‌رود که در آن «موزس رندولف»، کمیسر چند نهاد توسعه شهری، با مخالفت گسترده روبه‌رو می‌شود. او با دزدیدن کارت شناسایی یک خبرنگار، با مردی به نام «پاول» که با موزس مخالفت کرده بود، صحبت می‌کند. پاول می‌گوید که قدرت واقعی در دولت شهری در دست موزس است، حتی بیشتر از شهردار.
لیونل تحت عنوان خبرنگار با لورا آشنا می‌شود. لورا او را به باشگاهی می‌برد که فرانک درباره‌اش تحقیق می‌کرد. پدر لورا، «بیلی» –  که فکر می‌کند لیونل از افراد موزس است – ، دستور می‌دهد او را کتک بزنند. لیونل توسط یک نوازندهٔ ترومپت نجات می‌یابد و درمی‌یابد که پاول، برادر موزس و یک مهندس است. او متوجه می‌شود که لیبرمن در پروژه‌های مسکن رشوه می‌گیرد و برنامه‌های انتقال ساکنان، کلاه‌برداری است. پاول طرحی گسترده برای بازسازی شهر به موزس ارائه می‌دهد.
بیلی با لیونل تماس می‌گیرد، از حمله عذر می‌خواهد و پیشنهاد اطلاعات می‌دهد. اما وقتی لیونل می‌رسد، بیلی را کشته می‌یابد و مرگ او صحنه‌سازی‌شده به‌صورت خودکشی است. لیونل شب را در خانهٔ لورا که سوگوار است می‌ماند و حقیقت را دربارهٔ هویتش به او می‌گوید و هشدار می‌دهد که در خطر است. با پیدا کردن عکس‌هایی از ملاقات‌های پاول و بیلی، لیونل با لورا روبه‌رو می‌شود و لورا توضیح می‌دهد که «عمو پاول» در واقع پدر واقعی اوست. پاول این موضوع را نزد لیونل انکار می‌کند و می‌گوید که فرانک و بیلی برخلاف هشدارهای او، می‌خواستند پول بیشتری از افراد موزس بگیرند. او از لیونل می‌خواهد مدارک را پیدا کند.
لیونل نزد موزس برده می‌شود. موزس از او می‌خواهد که به تیمش بپیوندد و تحقیق را متوقف کند، و ۲۴ ساعت به او مهلت می‌دهد. در کلاه فرانک، لیونل کلیدی به یک کمد در ایستگاه پنسیلوانیا پیدا می‌کند که سند مالکیت و شناسنامهٔ تولد لورا را در خود دارد. این اسناد نشان می‌دهد موزس پدر واقعی لورا است. لیونل کلید را به پاول می‌دهد و با تونی روبه‌رو می‌شود که برای موزس جاسوسی می‌کرده‌است. تونی اعتراف می‌کند که با جولیا رابطه داشته و از لیونل می‌خواهد که پیشنهاد موزس را بپذیرد چون لورا به‌زودی کشته خواهد شد. لیونل می‌شتابد تا لورا را نجات دهد، و پیش از ورود او به آپارتمانش، او را متوقف می‌کند. آن‌ها فرار می‌کنند. لورا محافظ تنومند را از روی پلکان آتش‌نشانی پرت می‌کند و لو، که با اسلحه سر می‌رسد، با ضربهٔ ترومپت بی‌هوش می‌شود و همان نوازندهٔ ترومپت لورا را از شهر خارج می‌کند.
لیونل با موزس دیدار می‌کند. موزس افشا می‌کند که به مادر لورا، که در یک هتل کار می‌کرد، تجاوز کرده بوده‌است. پاول امضای موزس را روی شناسنامه جعل کرده و افشای این موضوع، موزس را تهدید می‌کرد. لیونل به موزس هشدار می‌دهد که اگر به لورا آسیبی برسد، این اطلاعات را منتشر خواهد کرد. او همچنین به موزس می‌گوید که لیبرمن فاسد است و اگر تصمیم به حذف او گرفت، بگوید که این کار برای فرانک بوده‌است. موزس در پاسخ می‌گوید که به پاول بگوید برنامه‌های شهری او دیگر اجرا نخواهند شد.
روز بعد، پاول درمی‌یابد که موزس، صرفاً از سر لجبازی طرح‌هایش را رد کرده‌است. در همین حال، لیونل اطلاعات مربوط به لیبرمن را برای همان خبرنگاری که از او کارت شناسایی دزدیده بود، می‌فرستد. سپس به ملک ساحلی که فرانک برای او گذاشته می‌رود، جایی که لورا در انتظار اوست.

## بازیگران
- ادوارد نورتون در نقش لیونل اسروگ
- بروس ویلیس در نقش فرانک مینا
- گوگو امبتا را در نقش لورا رز
- بابی کاناوله در نقش تونی ورمونته
- چری جونز در نقش گبی هوروویتس
- الک بالدوین در نقش موسی راندولف
- ویلم دفو به عنوان پل راندولف
- مایکل کی. ویلیامز در نقش وینتون مارساللیس
- لسلی من در نقش جولیا مینا
- اتان سوپلی در نقش گیلبرت کونی
- دالاس رابرتز در نقش دنی فانتل
- جاش پایس در نقش ویلیام لیبرمن
- رابرت ویزدوم
- فیشر استیونزس[۳]

فیلمبرداری در فوریه ۲۰۱۸ در نیویورک سیتی آغاز شد.